# بيت وتر (سنحان)

تعديل مصدري - تعديل

بيت وتر هي إحدى قرى عزلة الحمس العدني بمديرية سنحان وبني بهلول التابعة لمحافظة صنعاء، بلغ تعداد سكانها 900 نسمة حسب تعداد اليمن لعام 2004.